# Annakapelle (Raeren)

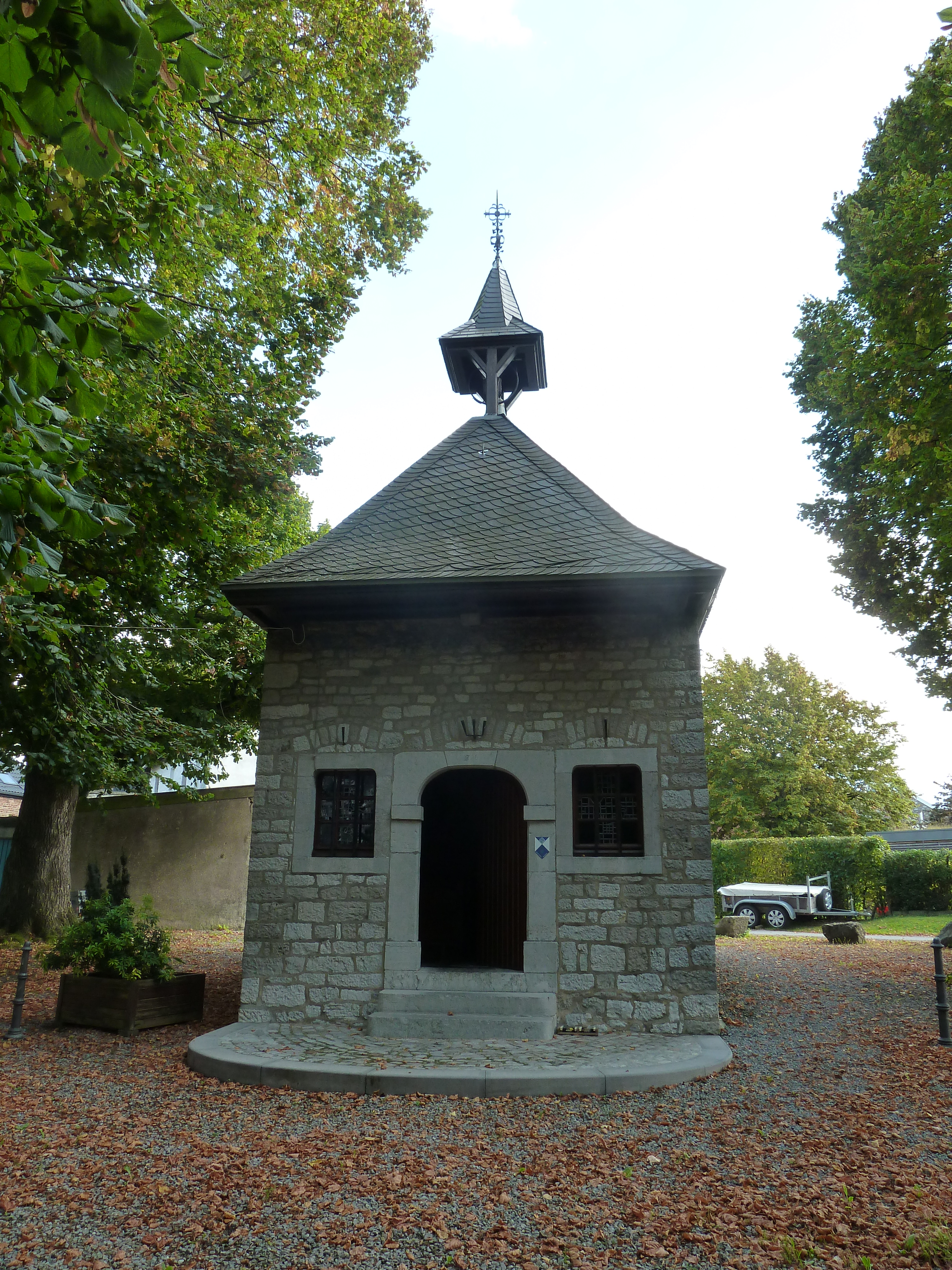
Annakapelle

Die Annakapelle im Ortsteil Berg in Raeren, Ostbelgien, ist eine im Jahr 1716 erbaute Kapelle, die der heiligen Anna geweiht worden war. Im Jahr 1985 wurde sie unter Denkmalschutz gestellt.

## Geschichte
Nach dem Ende des spanischen Erbfolgekrieges, von dem die Ortschaft weitgehend verschont geblieben war, ließen die Anwohner des Bergviertels aus Dankbarkeit die Kapelle oberhalb von Haus Raeren mit eigenen Mitteln erbauen. Am 10. Mai 1716 wurde sie laut Urkunde von Pater Cornelius mit Genehmigung von Joseph Clemens von Bayern, dem Fürstbischof von Lüttich, eingeweiht und der Pfarrgemeinde St. Nikolaus Raeren angegliedert. Seitdem finden dort regelmäßige Gottesdienste statt, die ab Pfingsten 1794 mit einem neu angebrachten Glöckchen eingeläutet werden. Ein Großteil der heute noch existierenden mächtigen Linden im Außenbereich der Kapelle stammt aus dieser Zeit.
Im Jahr 1934 übernahm ein so genanntes Kapellenkomitee die Verwaltung und Betreuung der Kapelle und sie planten einen Neubau des mittlerweile reparaturbedürftigen Gebäudes. Dieser Vorschlag stieß allerdings auf wenig Verständnis und wurde wieder aufgegeben. Stattdessen wurden nach dem Zweiten Weltkrieg umfangreiche Restaurierungsarbeiten durchgeführt und der Lohn der Küsterin angehoben. Im Jahr 1955 wurde der begrünte Hang außerhalb der Kapelle neu gestaltet und mit einer Marienfigur geschmückt. In den Folgejahren fanden erneut durch Eigenleistung der Anwohner weitere Sanierungs- und Verschönerungsarbeiten statt, wofür die Kapelle einen Ehrenpreis der Vereinigung der Verkehrsvereine der Ostkantone erhielt. Nach einer weiteren Restaurierung mit Geldern der Deutschsprachigen Gemeinschaft wurde sie schließlich 1985 unter Denkmalschutz gestellt.

## Baubeschreibung

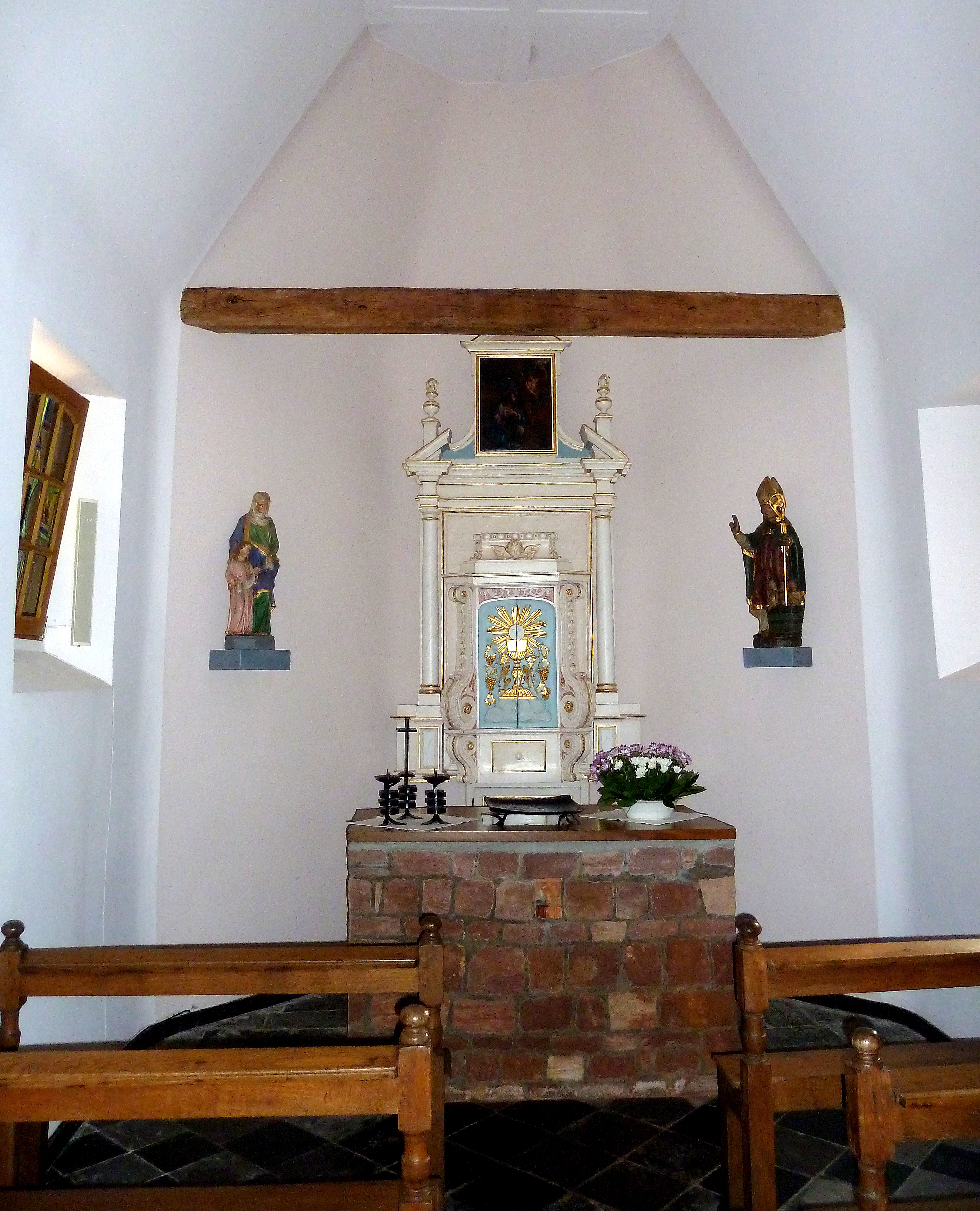
Innenansicht

Das Kapellengebäude selbst besteht aus einem rechteckigen Langhaus in Bruchsteinbauweise mit einer sich anschließenden kurzen Apsis und ist bedeckt von einem über dem Eingang als Wetterdach verlängerten Walmdach. Im vorderen Bereich des Daches über dem Eingang befindet sich auf zwei kurzen Stelzen ein kleines viereckiges Glockentürmchen, das zur Aufhängung der freiliegenden Glocke dient. Der Aufbau ist mit einem sechseckigen Spitzdach versehen, auf dem ein schmiedeeisernes Kreuz angebracht ist. Ferner befindet sich an der Außenwand der Kopfseite der Apsis ist ein großes dunkles Holzkreuz mit einem Strahlenkranz hinter der Christusfigur.
Das Gebäude ist, um eine Nivellierung zu gewährleisten, an seiner Eingangsseite auf einem halbrunden gepflasterten und mit Bordsteinen aus Blaustein einfassten Podest aufgebaut. Die neuere Eingangstür wird von einem kräftigen Blausteinrahmen eingefasst und ist über drei Blausteinstufen erreichbar. Seitlich von ihr befinden sich zwei kleine Rechteckfenster, die von dem Raerener Künstler André Blank angefertigt worden sind. Im Bereich des hinteren Drittels an den beiden Seiten des Langhauses sorgt je Seite ein weiteres kleines Stichbogenfenster mit Keilstein aus der zweiten Hälfte des 18. Jahrhunderts für die nötige Helligkeit im Raum.
Das Innere der Kapelle wird geprägt durch einen aus rötlichem Bruchstein erbauten rechteckigen Altartisch mit aufgelegter rotbrauner Steinplatte, auf der in barockem Stil der helle Altar aufgesetzt ist. Zwischen zwei schmalen Säulen befindet sich der reich verzierte Tabernakel, dessen Doppeltür mit einem goldenen Kelch mit einer darüber schwebenden Hostie mit goldenem Strahlenkranz geschmückt ist. Im unterbrochenen Altargiebel ist das Gemälde der hl. Anna aufgesetzt, auf dem wiederum die Spitze des Giebels aufgesetzt ist.
Darüber hinaus wurden seit 1991 im inneren der Kapelle vier Kreuzwegstationen der Künstlerin Maria Eulenbruch als Leihgabe der Deutschsprachigen Gemeinschaft und der Gemeinde Raeren angebracht.